# М-80 (БМП)

M-80 — гусенична бойова машина піхоти югославського виробництва, що випускалася з 1980-х років до розпаду країни в 1990-х роках. Розроблена для заміни застарілого бронетранспортера M-60P.

## Характеристики
М-80 (М-80А) має на озброєнні одну 20-мм гармату, спарений кулемет калібру 7,62 мм і здвоєну пускову установку для керованих протитанкових ракет. Обладнана ЗЗМУ, системою пожежогасіння, системою внутрішнього опалення та викидання води. Також повністю амфібійна: може перетнути будь-яку водну перешкоду без попередньої підготовки. Максимальна швидкість на воді 8 км/год. Екіпаж складається з трьох осіб: водія, командира та оператора зброї, а в задньому відсіку є місце для шести повністю споряджених піхотинців, які можуть вступити в бій із ворогом з особистої стрілецької зброї через шість бійниць з обох боків транспортного засобу і на задніх дверях, та одного командира загону. Піхота покидає БМП через двоє дверей у задній частині машини.

## Варіанти
- M-80 — перша серійна модель із двигуном 260 к.с., замінена через 1 рік[2].
- M-80A — покращена версія з двигуном 320 к.с., повноцінне виробництво[3].
- M-80A1 or SPAT 30/2 — покращена версія з подвійною 30-мм гарматною системою під назвою «Foka»[4]. Лише прототип[3].
- M-80A/98 — подальше вдосконалення М-80А1 з новою баштою під назвою «Видра», спочатку позначеною як М-96, пізніше М80А/98. Публічно представлена у 2004 році.
- M-80A KC — машина командира роти[3].
- M-80A KB — машина командира батальйону[5].
- M-80A VK — безбаштовий командирський автомобіль[6].
- M-80A Sn — безбаштовий медичний[5]. Один довгастий люк у даху та одинарні задні двері. Перевозить 4 пацієнтів на ношах або 8 сидячих пацієнтів[6].
- M-80A LT — винищувач танків: версія з шістьма ПТКР AT-3[6].
- Sava M-90 — ЗРК, створений на базі Стріла-10М (SA-13)[6].
- MOS — самохідна машина мінування.
- M-80AK/M-98A — БМП, обладнана новою баштою з 30 мм гарматою M86[6] або 30 мм гарматою зі спареною подачею M89[7].
- M-80AB1 — останній оновлений варіант, що включає більш досконалу броню, обладнання для керування баштою, пакет оптики, димові гранатомети та можливість установлення і запуску останніх варіантів ракети 9М14 «Малютка»[8].
- SPAT 30/2 — самохідна зенітна гармата[6]. Нова модель башти під назвою «Foka» з двома 30 мм автоматичними гарматами «Zastava» з кутом підйому від -5 до +85 градусів. Пристроєм для прицілювання є J-171 або Motorola 6800. Включений приймач радіолокаційних даних, зібраних із зовнішнього радара спостереження ВПС. Можна було перевезти трьох членів екіпажу та 4 солдатів. Планувалося використовувати як наступник і заміну М-53/59 Praga. Випущено 4 зразки.

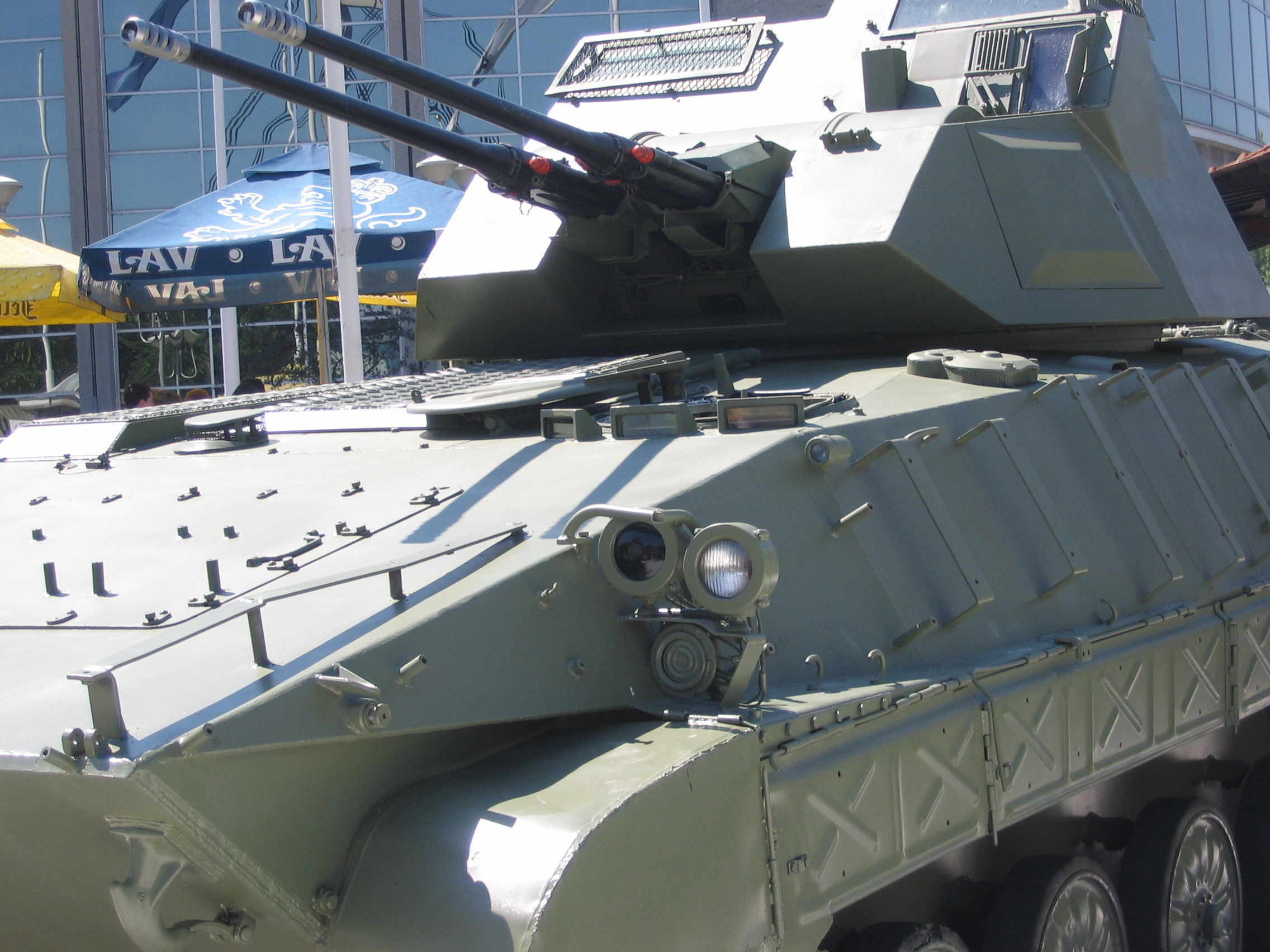
БМП M80 – SPAT 30/2 – башта Foka.
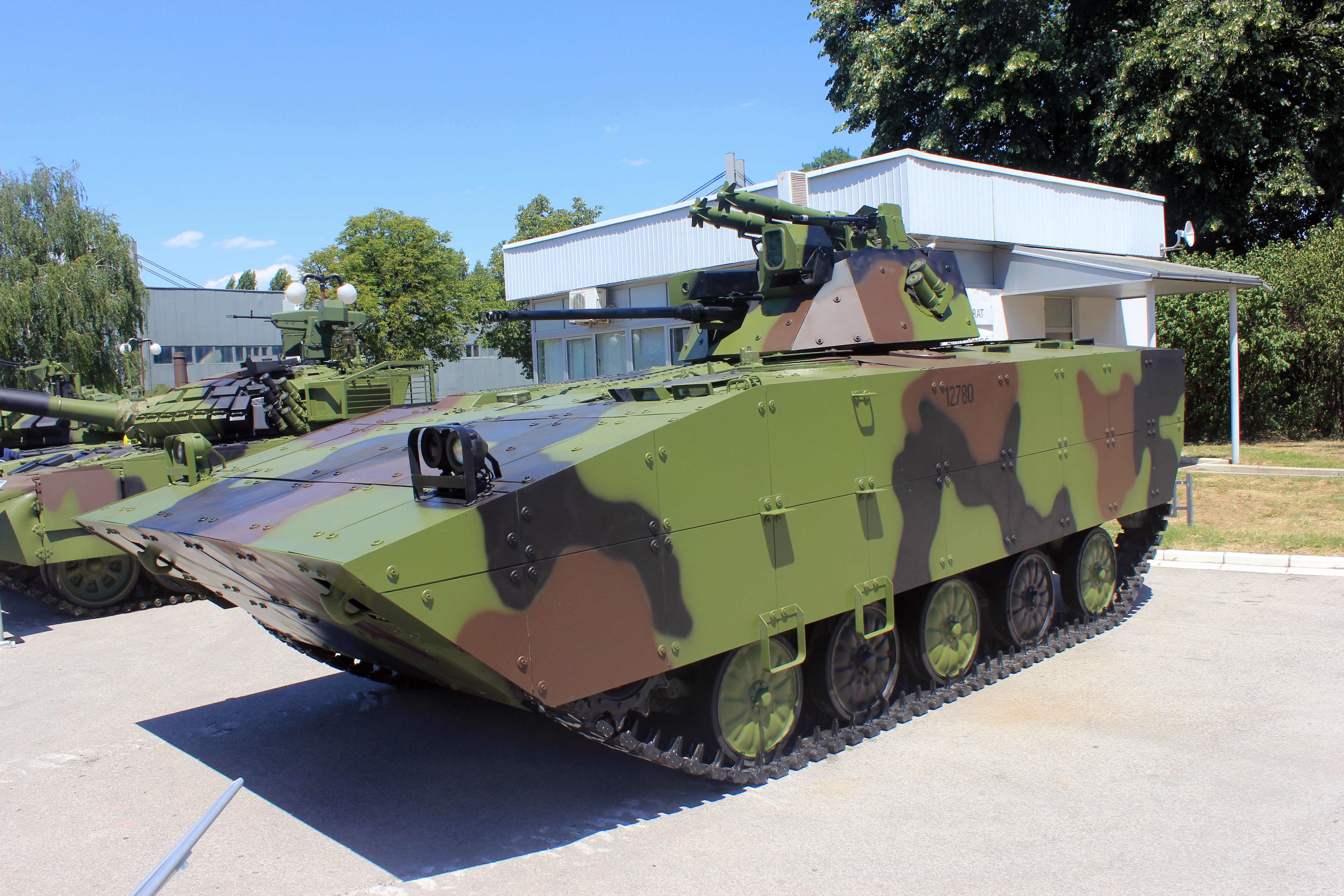
Остання модернізована версія БМП M80AB1.
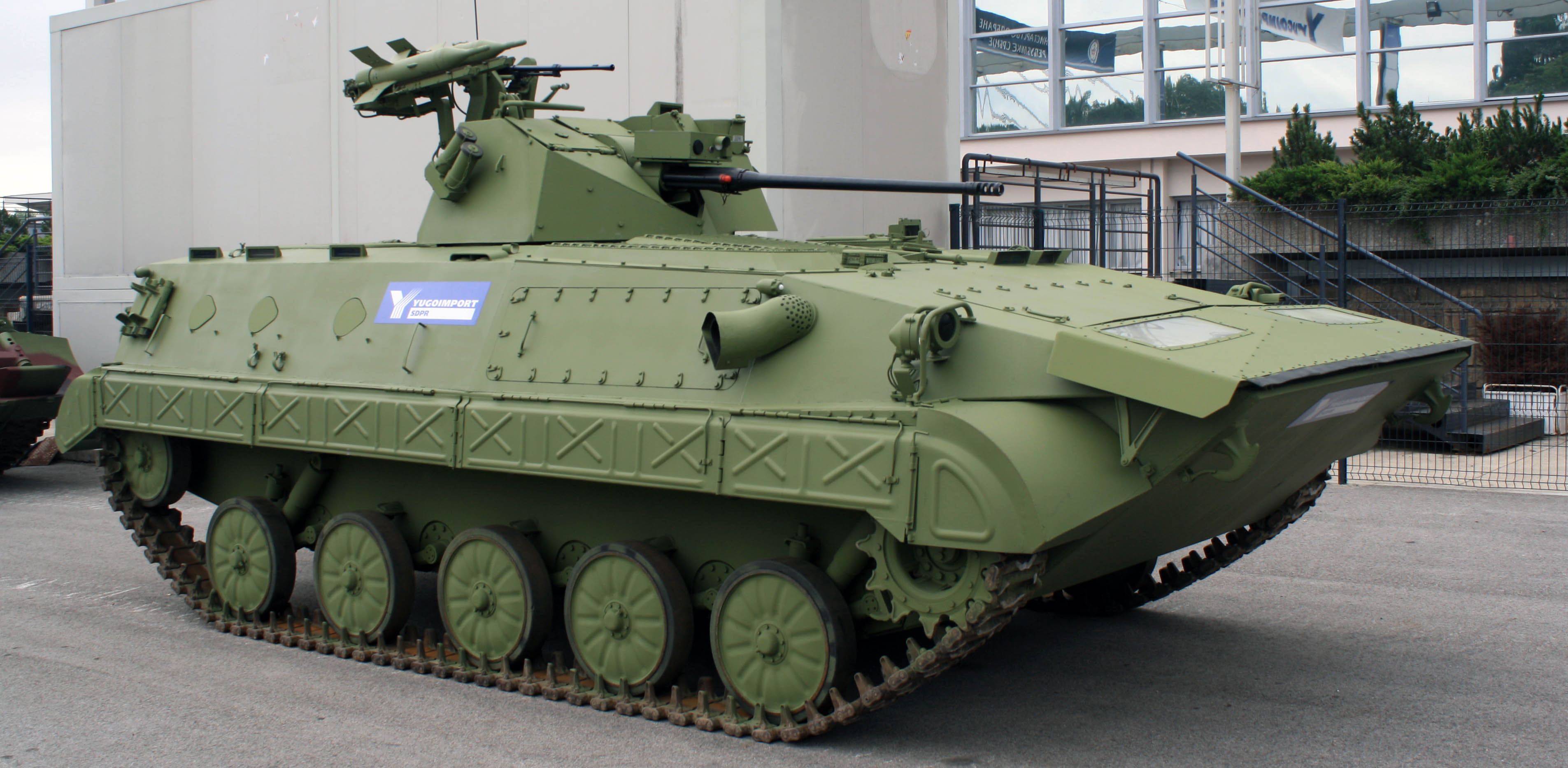
БМП M80A1 з баштою Vidra.
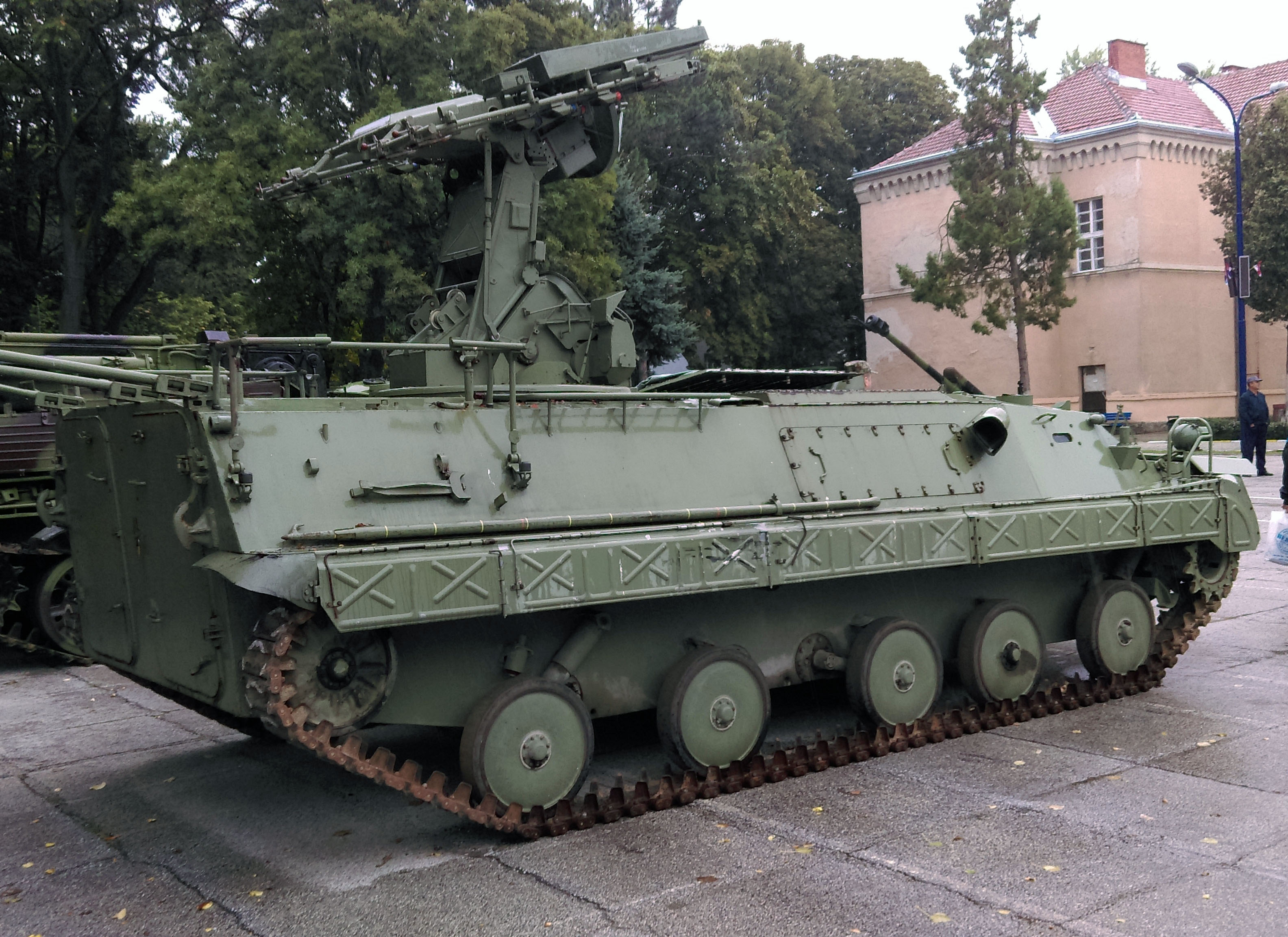
Sava M-90 з пусковими установками Стріла-10.

## Оператори

### Сучасні
- Хорватія — 104 M80A
- Сербія — 562 M80A (замінюються на M98 «Видра»)
- Україна — 35 M80A (передані Словенією в рамках військової допомоги в 2022)[9]

### Колишні
- Боснія і Герцеговина — 60 M80A
- Північна Македонія — 2 M80A
- Словенія — 52 M80A (знімаються з озброєння)

## Галерея

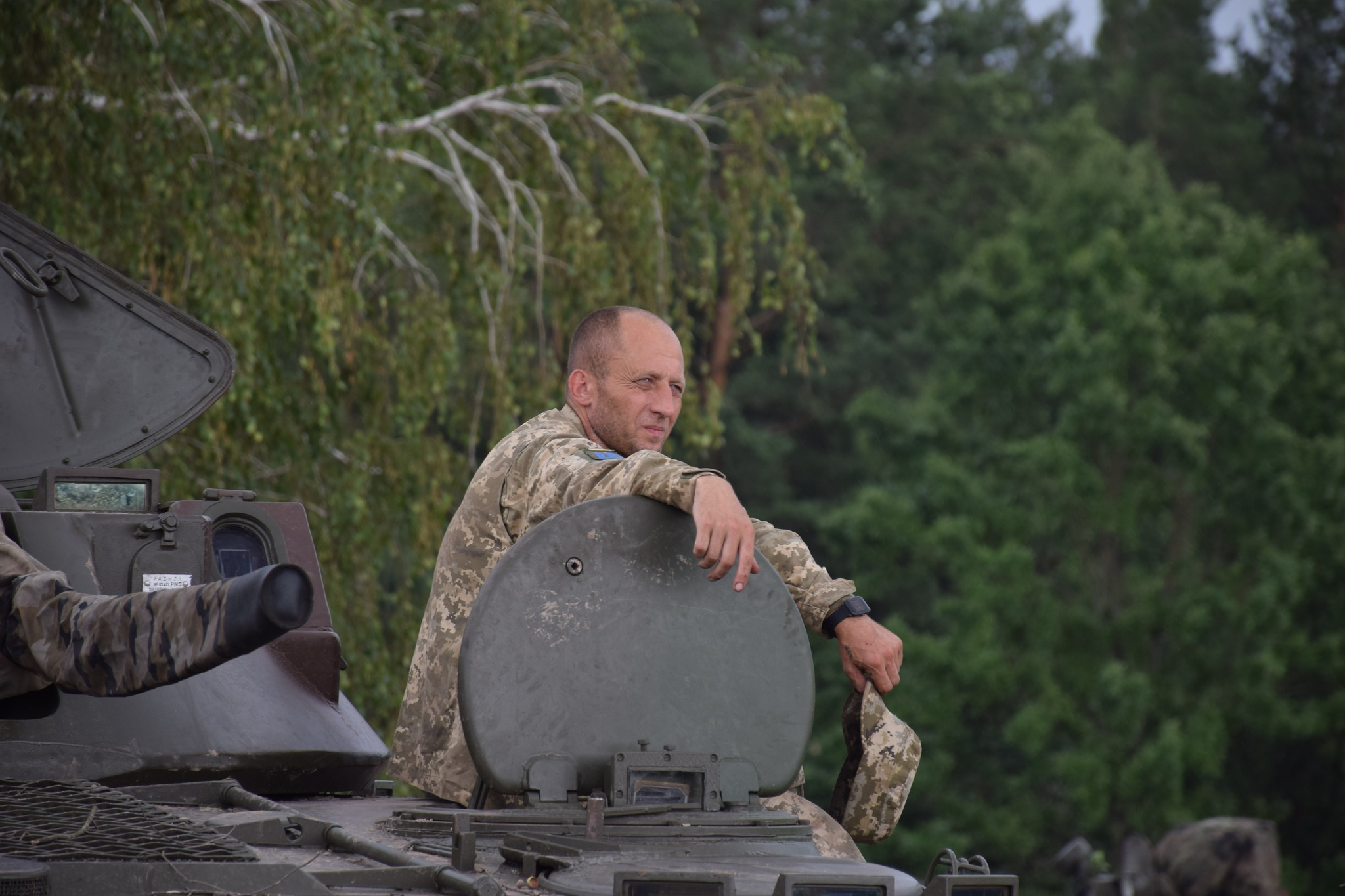
Боєць 24 ОМБр в 2022
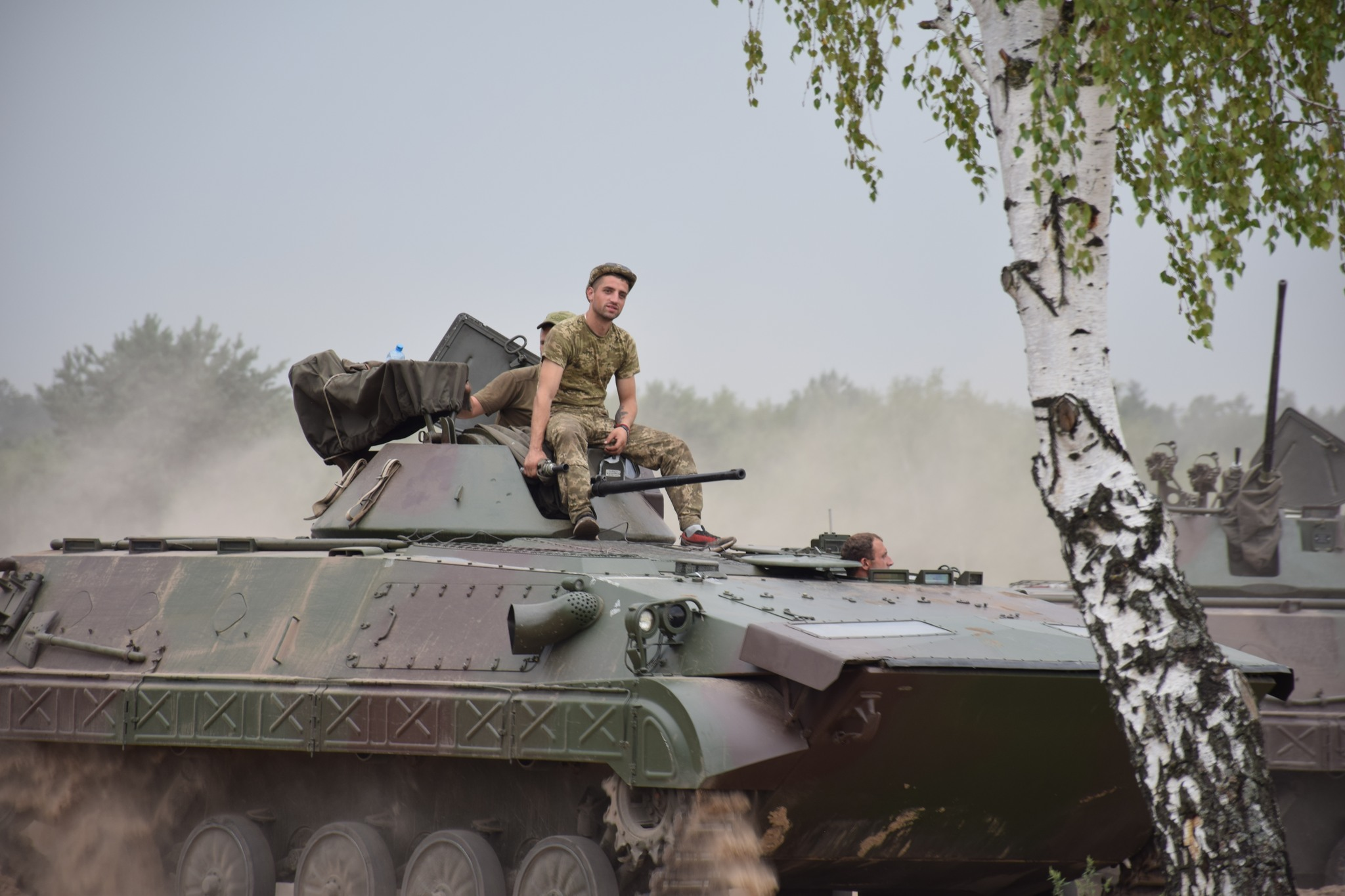
В 24 ОМБр, серпень 2022